# Carrie Brownstein
Carrie Rachel Grace Brownstein, född 27 september 1974 i Seattle i Washington, är en amerikansk rockmusiker och skådespelare. Hon inledde sin musikkarriär i början av 1990-talet som gitarrist och sångare i bandet Excuse 17 innan hon bildade den kritikerhyllade trion Sleater-Kinney, ett av huvudbanden inom riot grrrl- och indierock-scenerna i Pacific Northwest. Under en lång tids uppehåll för Sleater-Kinney bildade hon Wild Flag år 2011. Brownstein brukar räknas till de mest ansedda kvinnliga rockgitarristerna och har bland annat rankats på sjätte plats på Paste Magazines lista "10 Amazing Female Guitarists" och valts med på Elles lista "12 Greatest Female Electric Guitarists".
2011 började komediserien Portlandia sändas som Brownstein skapat tillsammans med Fred Armisen. Serien har visats i tre säsonger och Brownstein har en av huvudrollerna i serien. Brownsteins självbiografi, Hunger Makes Me a Modern Girl, gavs ut den 27 oktober 2015 på Riverhead Books.

## Biografi
Brownstein föddes i Seattle i Washington och växte upp i Redmond i samma delstat. Hennes mor var husmor och lärare, och fadern bolagsjurist. Föräldrarna skiljdes när hon var 14 år gammal och hon levde därefter tillsammans med fadern. Brownstein har en yngre syster. Hennes familj är judar. Hon läste vid Lake Washington High School innan hon bytte till The Overlake School.
Brownstein började spela gitarr vid 15 års ålder och tog lektioner av Jeremy Enigk (Sunny Day Real Estate).

## Privatliv
Brownstein kom ut som bisexuell inför sin familj och världen genom tidskriften Spin när hon var 21 år gammal. I artikeln stod att Brownstein och bandkompisen Corin Tucker hade ett förhållande under de tidiga åren i Sleater-Kinney (låten "One More Hour" handlar om att de gjort slut).

## Diskografi

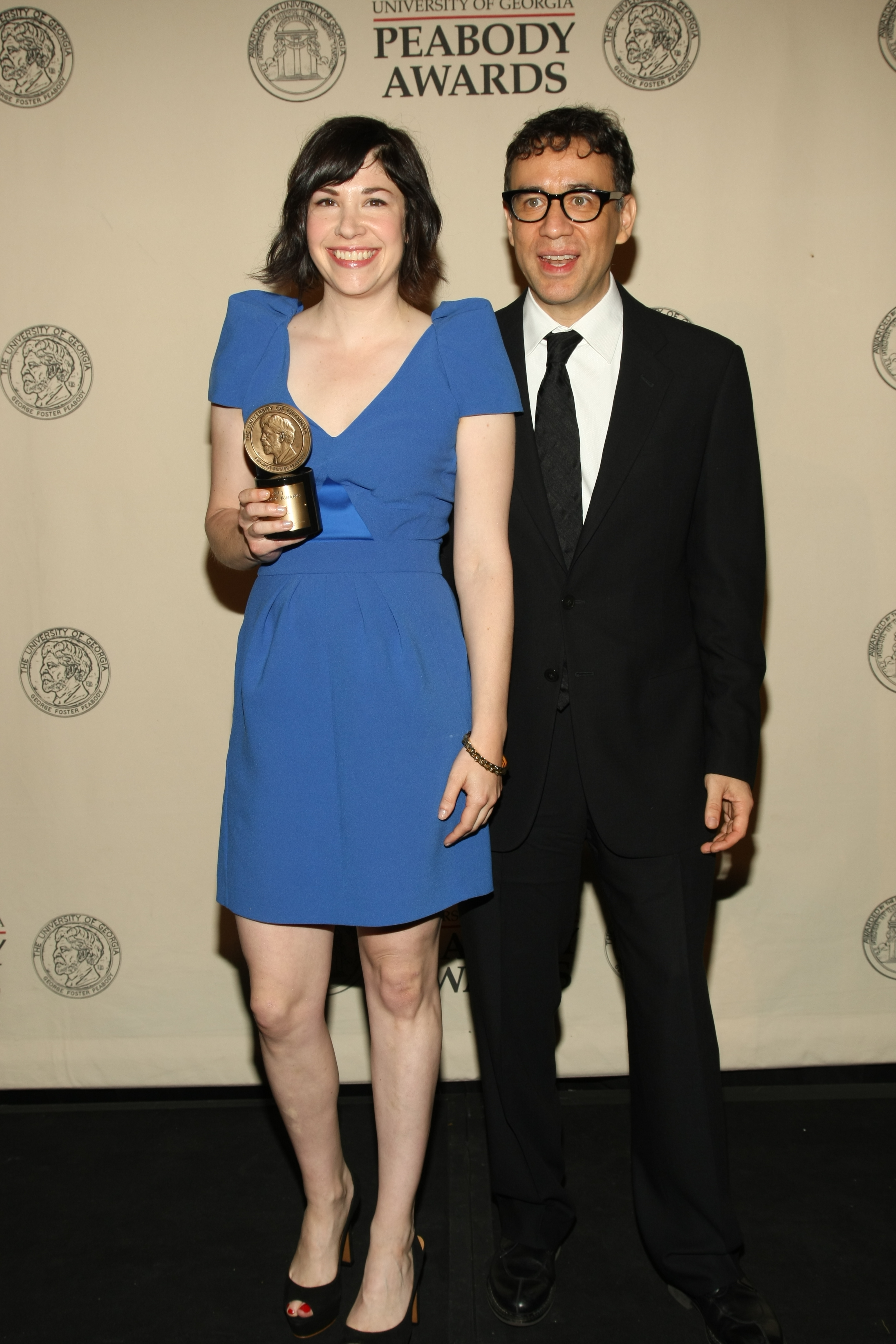
Brownstein med Fred Armisen vid 2011 års Peabody Awards.

Album med Excuse 17
- Excuse Seventeen (1994)
- Such Friends Are Dangerous (1995)

Album med Sleater-Kinney
- Sleater-Kinney (1995)
- Call the Doctor (1996)
- Dig Me Out (1997)
- The Hot Rock (1999)
- All Hands on the Bad One (2000)
- One Beat (2002)
- The Woods (2005)
- No Cities to Love (2015)
- The Center Won't Hold (2019)

Album med Wild Flag
- Wild Flag (2011)

EP med The Spells
- The Age Of Backwards E.P. (1999)

## Filmografi
- 2001 – Getting Stronger Every Day
- 2002 – Group
- 2009 – Light Tiger Eye
- 2010 – Some Days Are Better Than Others
- 2011–2017 – Portlandia (TV-serie) (67 avsnitt; pågående)
- 2015 – Carol